# The Coffin (cuento de Ray Bradbury)
The Coffin (en español El ataúd) es un relato del escritor estadounidense Ray Bradbury. Fue publicado originalmente en la revista Dime Mystery Magazine de septiembre de 1947 bajo el título Wake for the Living (en español, Vela por los vivos).  The Coffin fue incluido en su libro recopilatorio Dark Carnival (1947).
También aparece en la colección de cuentos The Stories of Ray Bradbury (1980).

## Argumento
Charles Braling, de setenta años, convive con su hermano menor, Richard, aunque no se llevan muy bien. Charles, que presiente próxima su muerte, trabaja febrilmente en un extraño artefacto. Interrogado por Richard, le informa de que se trata de un ataúd, pero este no le cree.
Cuando Charles acaba su obra, fallece repentinamente y Richard intentará averiguar la verdad sobre el supuesto ataúd.

## Adaptaciones
The Coffin fue adaptado al cómic y publicado en el número de noviembre-diciembre de 1952 de The Haunt of Fear, de la editorial EC Comics.
El propio autor adaptó el cuento para la serie de televisión canadiense The Ray Bradbury Theater. El episodio The Coffin se emitió en Canadá el 7 de mayo de 1988. Está dirigido por Tom Cotter y protagonizado por Denholm Elliott, Dan O'Herlihy y Clive Swift.